# El Corpus
El Corpus (de naam verwijst naar Corpus Christi) is een gemeente (gemeentecode 0605) in het departement Choluteca in Honduras. In El Corpus wordt koffie verbouwd. Verder wordt er suikerriet verwerkt.

## Ligging
De hoofdplaats El Cuerpo bevindt zich op een hoogte van waaraf men een de Vlakte van Choluteca kan overzien. Er zijn twee bergen:
- Guanacaure (1007 meter)
- El Calaire (770 meter)

Op deze bergen kunnen wandelingen gemaakt worden.

## Geschiedenis
El Corpus is een koloniale plaats. Ze werd door de Spanjaarden ontdekt op Sacramentsdag, ook wel "Corpus Christi" genoemd. In 1585 werd er een mijn gevonden. Deze werd Clavo Rico genoemd. De mijn bracht zo veel geld op dat de koning van Spanje in El Corpus een Rijkskas liet instellen om belastingen te kunnen innen. De mijn is nu voor toeristen te bezichtigen.

## Bevolking
De bevolking is als volgt verdeeld:
| Vrouwen | 12.202 | 48,2% |
| Mannen  | 13.135 | 51,8% |

## Dorpen
De gemeente bestaat uit 17 dorpen (aldea), waarvan de grootste qua inwoneraantal: Agua Fria (code 060502), El Dispoblado (060507), La Fortuna (060512) en San Judas (060517).